# Soreyuke Ebisumaru! Karakuri Meiro - Kieta Goemon no Nazo!!
Soreyuke Ebisumaru! Karakuri Meiro - Kieta Goemon no Nazo!! (それ行けエビス丸からくり迷路～消えるゴエモンの謎！！～?) es un videojuego de puzle para Super Famicom publicado por Konami en 1996. Era un spin-off de la serie Ganbare Goemon y presentaba laberintos en perspectiva isométrica en los que había que guiar a Ebisumaru hasta la salida evitando enemigos y abismos.